# Cheprer
Cheprer (variantně též Cheper nebo Cheprej, v překladu „Vznikající (sám ze sebe)“ nebo „Stávající se (určitým formou v samovývoji)“) je staroegyptský bůh mytologicky identifikovaný s broukem skarabem a pokládáný za jednu z hlavních forem slunečního boha. V Textech pyramid je dáván do souvislosti s prvotním bohem iunského Devatera Atumem jako jedna z jeho podob. V tomto smyslu je bohem – Stvořitelem a zosobněním počátku veškeré existence, která povstává sebestvořením slunečního boha, cyklicky opakovaným jeho každodenním „znovuzrozením“ na východním horizontu v podobě Slunce. Následně byl přiřazován také k Reovi a v synkretické podobě mohl představovat ranní slunce, zatímco Re zosobňoval polední a Atum večerní fázi jeho cesty po obloze. Pro tento svůj význam Cheprer hrál od doby Nové říše důležitou roli v podsvětních knihách, jejich prostřednictvím Egypťané této doby usilovali o dosažení posmrtného života.